# Zorita del Maestrazgo
Zorita del Maestrazgo (valencianisch: Sorita) ist eine Gemeinde (municipio) im Norden der Provinz Castelló in der Valencianischen Gemeinschaft in Spanien. Sie ist Teil der Comarca Els Ports und hat 111 Einwohner (Stand: 2024).

## Geografie
Zorita del Maestrazgo liegt etwa 90 Kilometer nördlich von Castellón de la Plana in einer Höhe von ca. 660 m. 

## Bevölkerungsentwicklung
| Jahr      | 1970 | 1981 | 1991 | 2001 | 2011 | 2021 |
| Einwohner | 270  | 176  | 150  | 137  | 145  | 116  |

## Sehenswürdigkeiten

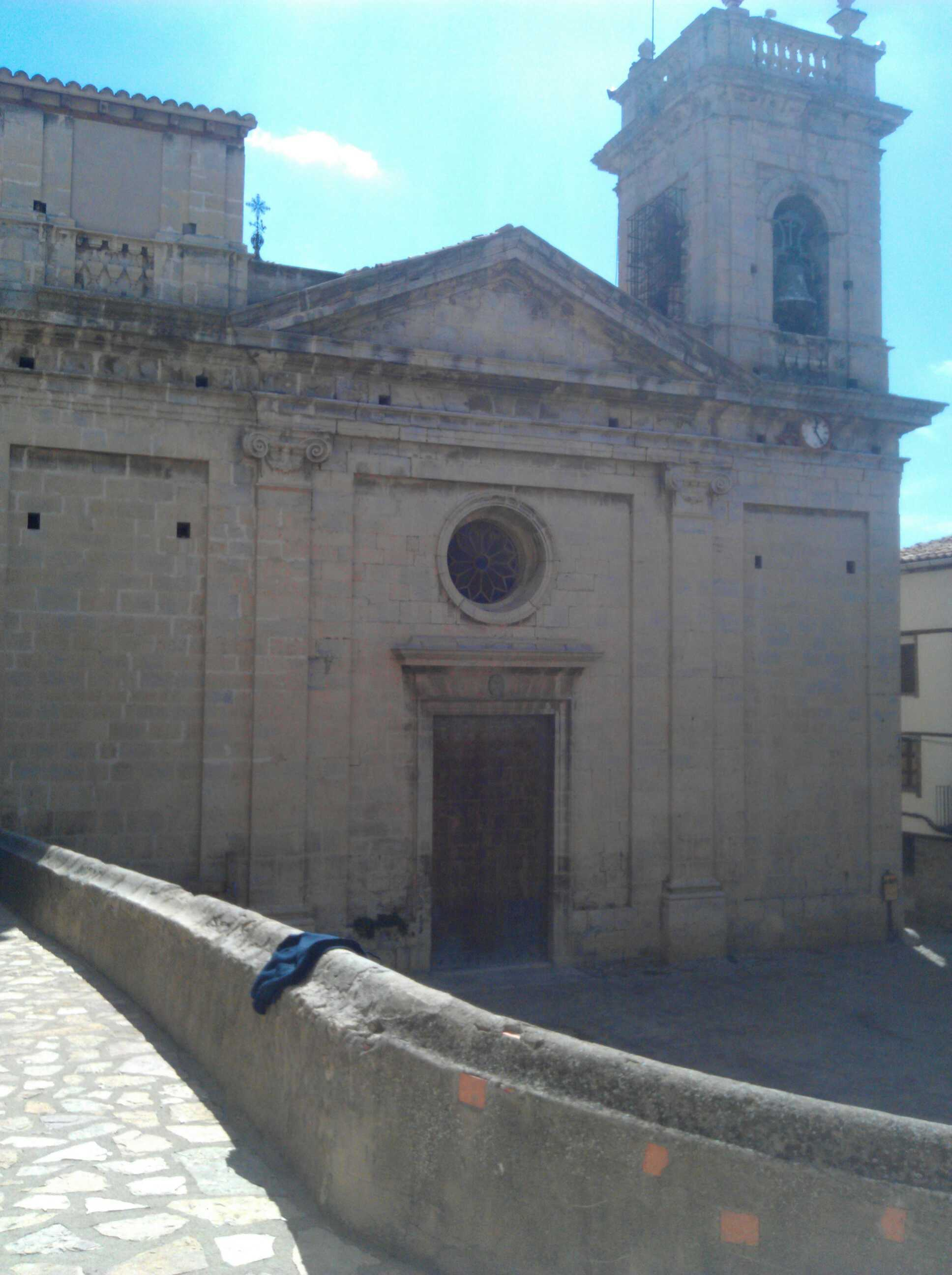
Kirche Mariä Himmelfahrt
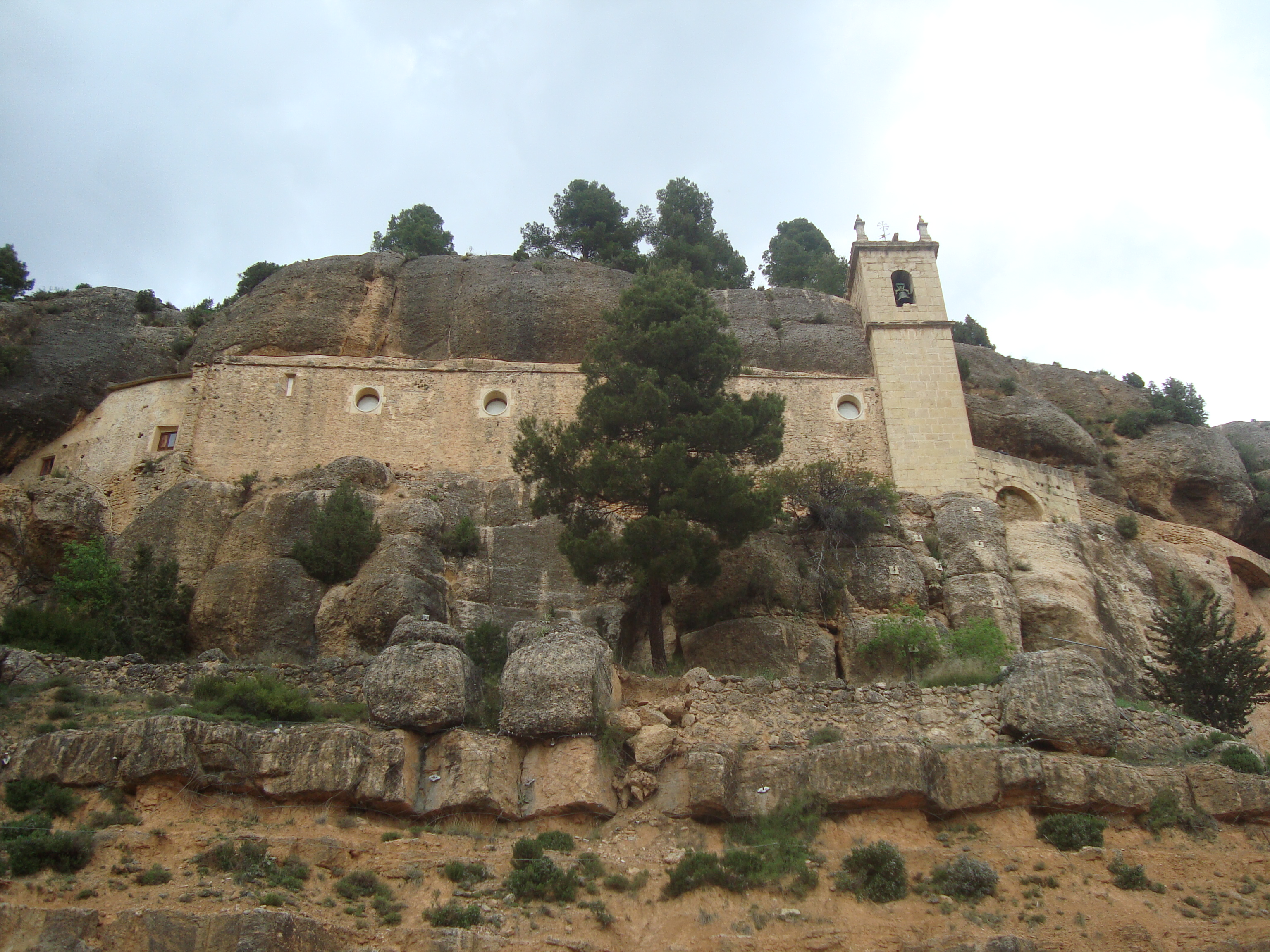
Höhlenheiligtum

- Höhlenheiligtum aus dem 14. Jahrhundert
- Antoniuskapelle
- Markuskapelle

- Kirche Mariä Himmelfahrt
- Höhlenheiligtum